# Bacino di Krasnodar
Il bacino di Krasnodar (in russo Краснодарское водохранилище, Krasnodarskoe vodochranilišče?) è un lago artificiale sul fiume Kuban' nel Territorio di Krasnodar e nella Repubblica di Adighezia, in Russia. È il più grande bacino idrico del Caucaso settentrionale.
Riempito tra il 1973 e il 1975, è stato messo in funzione il 4 dicembre 1975. Lo scopo della creazione del bacino idrico è stato quello di organizzare il controllo della coltivazione del riso e combattere le inondazioni stagionali nel corso inferiore del Kuban'. Gli affluenti di sinistra del Kuban' (da est a ovest) Belaja, Pšiš, Marta, Apčas, Psecups sfociano direttamente nel bacino.